# Миссия в Москву
«Ми́ссия в Москву́» (англ. Mission to Moscow) — художественный фильм, выпущенный в 1943 году компанией Warner Brothers. Режиссёр фильма — Майкл Кёртис, автор сценария — Говард Кох, фильм снят по одноимённой книге мемуаров посла США в СССР Джозефа Дэвиса; композитор — Макс Стайнер, оператор — Берт Гленнон. В роли посла Джозефа Дэвиса снялся Уолтер Хьюстон, в роли супруги посла Марджори Дэвис — Энн Хардинг. Большинство актёров (кроме ролей семьи Джозефа Дэвиса) мало похожи на политических деятелей, которых они играют.

## Сюжет
«Миссия в Москву» — это хроника впечатлений о Советском Союзе американского посла Джозефа Дэвиса, его встреч со Сталиным и его общая точка зрения на отношения Советского Союза и Соединённых Штатов. Фильм снят в полудокументальном стиле и описывает взгляд Д. Дэвиса на различные события в истории Советского Союза. Картина начинается с подлинного вступления посла Дэвиса: «Лидеры ни одной страны не были настолько ошибочно представлены и не поняты, как советское правительство в те критические годы между двумя мировыми войнами».

## Книга
Джозеф Дэвис, друг президента Франклина Д. Рузвельта и муж Марджори Мерривезер Пост, был назначен на пост посла Соединённых Штатов в Советском Союзе (1936—1938) за помощь в предвыборной кампании Рузвельта. Существовало широкое мнение, что это назначение случилось вследствие интереса его богатой жены к жизни Екатерины II. В 1941 году Джозеф Дэвис написал мемуары «Миссия в Москву» о своей работе послом. Одноимённый фильм «Миссия в Москву» был снят по этой книге, однако картина и книга имеют несколько расходящихся между собой частей.

## Премьеры

### СССР
С 26 июля 1943 года фильм демонстрировался в советском прокате. Озвучивание — ЦСДФ, 1943 г., р/у 918/43.
Как граждане США в массе своей, несмотря на все усилия конъюнктурной рузвельтовской пропаганды, не были готовы полностью изжить недоверие к Советскому Союзу и увидеть огромную разницу между гитлеровским национал-социализмом и сталинским социализмом, так и сам Сталин не был готов доверять Америке как новому союзнику. Взаимная помощь была логическим выходом, так как обе страны воевали с Германией, но нужно ещё было убедить американцев в том, что союз с СССР мог быть выгоден их стране.
«Миссия в Москву» была превосходным способом убеждения. Сталин был поставлен в известность об этой картине и особенно о просоветской пропаганде в ней. По мнению Рузвельта, известия о том, что фильм показывается на экранах Америки, могли помочь убедить Сталина в свежеиспечённых просоветских взглядах союзников. Вторая миссия в Москву посла Дэвиса началась в мае 1943 года — он получил задачу от Рузвельта представить фильм Сталину. Это была одна из первых попыток использовать кинофильм как дипломатический инструмент.
Эта картина была призвана дополнительно легитимизировать сталинскую политику для советских граждан, однако при этом на официальном экране показывала жизнь за пределами СССР. В фильме можно было увидеть подлинную прелестную Москву с её ломящимися от товаров магазинами — но также и блеск, шик и мощь Америки. Фильм был прокоммунистическим и прославлял Сталина, а американским людям «Миссия в Москву» давала почувствовать «вкус» социализма и советской демократии.
Комиссия по расследованию антиамериканской деятельности позже цитировала этот фильм как один из трёх самых известных примеров просоветской деятельности в Голливуде. Другими двумя картинами, попавшими под подозрение, были «Северная звезда» компании RKO Radio Pictures и «Песнь о России» компании Metro-Goldwyn-Mayer. Автор сценария Говард Кох попал в «чёрный список Голливуда» именно из-за «Миссии в Москву». Однажды компания Warner Brothers даже попыталась уничтожить все копии этого фильма. Но эта картина продолжает жить как пример пропаганды и её эффектов.
Долгое время невозможно было найти копию этой картины, однако Warner Brothers опубликовала сценарий, а книга посла Дэвиса также имеется в свободном доступе.
19 октября 2009 года фильм был выпущен в США на DVD.

### США
— национальная премьера фильма в США состоялась 28 апреля 1943 года в Вашингтоне. 29 апреля, премьерный показ прошёл в Нью-Йорке. С 22 мая того же года кинолента демонстрировалась на всей территории Соединённых Штатов.
«Миссия в Москву» не был коммерчески успешным фильмом. Несмотря на то, что Warner Brothers потратили $500 000 на рекламу до выхода фильма на экран 30-го апреля 1943 года, компания потеряла около $600 000.

## Реакция

### США и СССР
В начале 1940-х годов президент Рузвельт и правительство Соединённых Штатов стали союзниками СССР. Вслед за этим нужно было убедить американскую публику, что Советский Союз и Сталин стали их друзьями. Американские продюсеры с готовностью стали работать над фильмами, чтобы удовлетворить интерес простых американцев к Советскому Союзу и желание правительства представить СССР в более мягких тонах. В результате на экран вышли следующие картины: «Песнь о России» компании Metro-Goldwyn-Mayer, «Три русских девушки» компании United Artists, «Мальчик из Сталинграда» компании Columbia Pictures и «Миссия в Москву» — все фильмы были выпущены в 1943 году.
Несмотря на то, что Соединённые Штаты официально признали СССР в 1933 году, американцы имели весьма смутное и превратное представление о жизни в СССР. Новые сталинские репрессии конца 1930-х годов привели к ещё большему недоверию к Советскому Союзу перед Второй мировой войной. В июле 1942 года только 41 % американцев полагали, что Советскому Союзу можно будет доверять после победы. Этот процент был гораздо ниже тех, кто доверял Великобритании и Китаю: 72 % и 88 % соответственно. Сталинские пакты о ненападении, заключённые с Германией в августе 1939 года и с Японией в апреле 1941 года, ухудшили и без того шаткие отношения с Соединёнными Штатами. Историческая враждебность превратилась в большую проблему, когда интересы США и СССР совпали в 1941 году, после немецкой агрессии против Советского Союза и японской атаки на Пёрл-Харбор.

### Пятая колонна в СССР глазами посла США
«Лето 1941 г. Сегодня мы знаем, благодаря усилиям ФБР, что гитлеровские агенты действовали повсюду, даже в Соединенных Штатах и Южной Америке. Немецкое вступление в Прагу сопровождалось активной поддержкой военных организаций Генлейна. То же самое происходило в Норвегии (Квислинг), Словакии (Тисо), Бельгии (де Грелль)… Однако ничего подобного в России мы не видим. „Где же русские пособники Гитлера?“ — спрашивают меня часто. „Их расстреляли“, — отвечаю я.
Только сейчас начинаешь сознавать, насколько дальновидно поступило советское правительство в годы чисток. Тогда меня шокировала та бесцеремонность и даже грубость, с какой советские власти закрывали по всей стране консульства Италии и Германии, невзирая ни на какие дипломатические осложнения. Трудно было поверить в официальные объяснения, что сотрудники миссий участвовали в подрывной деятельности. Мы в то время много спорили в своем кругу о борьбе за власть в кремлёвском руководстве, но как показала жизнь, мы сидели „не в той лодке“», — писал Д. Дэвис.
И это при всём том, какой колоссальный исторический масштаб в реальности имел именно русский коллаборационизм, в сравнении с другими странами, втянутыми в войну с Германией. «Миссия в Москву» была уникальной картиной. Это был первый просоветский фильм того периода; он задал тон многим последующим работам. Фильм был снят при непосредственном участии президента Рузвельта. Рузвельт обычно оставлял всю пропагандистскую работу для «Военного Бюро Информации», однако, так как вопрос убеждения американской публики в дружественных намерениях СССР был крайне важен, а также благодаря своим дружеским отношениям с Д. Дэвисом, Рузвельт лично одобрил создание «Миссии в Москву». Рузвельт и Дэвис встречались несколько раз (в июле, октябре, ноябре 1942 года и марте 1943 года) для обсуждения хода съёмок картины.

### Президент Рузвельт и историческая достоверность фильма
Вмешательство просоветски настроенного Рузвельта в производство «Миссии в Москву» объясняет определённую идеализацию исторических событий, описанных в картине. Описание этих событий в фильме немного отличается от книги: например, если в книге вина жертв репрессий однозначно не доказана — в фильме они определённо виноваты. Например, в одном из писем, вошедших в книгу и написанных в апреле 1938 года, Дэвис писал по поводу процесса по делу «Правотроцкистского блока» и, в частности, Николая Бухарина: «Итак, сомнений больше нет — вина уже установлена признанием самого обвиняемого… И едва ли найдётся зарубежный наблюдатель, который бы, следя за ходом процесса, усомнится в причастности большинства обвиняемых к заговору, имевшему цель устранить Сталина». Д. Дэвис о процессе Пятакова и Радека (17 февраля 1937 года): «Подсудимые выглядят физически здоровыми и вполне нормальными. Порядок процесса разительно отличается от того, что принят в Америке, однако учитывая то, что природа людей одинакова повсюду, и опираясь на собственный адвокатский опыт, можно сделать вывод, что обвиняемые говорят правду, признавая свою вину в совершении тяжких преступлений». Также фильм описывает «сталинские репрессии» как попытку очистить страну от сторонников нацистской Германии, а не истребление политической оппозиции и вообще любого, даже минимального, инакомыслия. Д. Дэвис в фильме, в конце сцены суда над врагами народа, заявляет: «Основываясь на моей двадцатилетней судебной практике, я считаю эти признания правдивыми».

## Награды
«Миссия в Москву» получил номинацию на Оскара как лучшая работа художника-постановщика/декоратора в чёрно-белом фильме.

## В ролях
- Уолтер Хьюстон — посол США в СССР Джозеф Дэвис
- Энн Хардинг — Марджори Дэвис, супруга посла
- Элинор Паркер — Эмлин Дэвис
- Оскар Хомолка — Максим Литвинов
- Барбара Эверест — жена Литвинова
- Мария Палмер — Таня Литвинова, их дочь, парашютистка
- Джин Локхарт — Молотов
- Фрида Инескорт — жена Молотова
- Виктор Франсен — прокурор Вышинский
- Владимир Соколов — Михаил Калинин
- Манарт Киппен — Сталин
- Генри Дэниелл — Риббентроп
- Дадли Филд Мелон — Уинстон Черчилль
- Дорис Ллойд — Клементина Черчилль
- Клив Морган — Энтони Иден
- Феликс Бах — Ялмар Шахт
- Морис Касс — министр иностранных дел Югославии
- Чарльз Троубридж — госсекретарь США Корделл Халл
- Джек Янг — президент США Рузвельт
- Ли Виппер — Хайле Селассие
- Алекс Чивра — Пьер Лаваль
- Роберт Фишер — фон Шуленбург
- Курт Катч — генерал Семён Тимошенко
- Хельмут Дентин — майор Каменев, сопровождающий Дэвиса
- Роман Боэн — Крестинский
- Морони Олсен — полковник Фэймонвилл
- Джордж Тобиас — Фредди
- Джон Эбботт — Гринько
- Алекс Акимов — сотрудник ОГПУ
- Константин Романов — сотрудник ОГПУ
- Сид Чарисс — Галина Уланова, балерина
- Майкл Панаев — танцовщик балета, партнёр Улановой
- Сэм Голденберг — Троцкий (эпизод был вырезан)
- Дэвид Хофман — Радек
- Иван Лебедев — Розенгольц
- Алекс Мелеш — Пятаков
- Даниэль Оско — Генрих Ягода, экс-глава НКВД
- Иван Тризо — маршал Тухачевский
- Марек Виндхейм — Григорий Сокольников
- Константин Шэйн — Николай Бухарин
- Тамара Шэйн — русская няня
- Роберт Шэйн — инженер
- Леонид Снегов — Коммодов, директор Харьковского завода
- Николай Целиковский — советский чиновник
- Петер Чонг — Шигемицу, посол Японии в СССР
- Ли Тунг Фу — Чан Тинг Фу, посол Китая
- Эмиль Рамо — Игнацы Падеревский
- Джон Венграф — Гжибовский, польский посол
- Григорий Голубев — председатель суда
- Фрэнк Палья — судья Ульрих
- Джордж Ренавент — Поль ван Зеланд
- Зоя Карабанова — русская женщина-машинист
- Вирджиния Кристин — Мария, помощница Молотовой

В титрах не указаны
- Гарри Кординг — кузнец
- Дункан Ренальдо — итальянский репортёр